# La crucifixión (Cranach)
La crucifixión una pintura al óleo del artista alemán Lucas Cranach el Viejo, creada en 1532. Está actualmente en la exposición permanente del Museo de Arte de Indianápolis.

## Descripción
La mitad inferior de la pintura está llena de figuras, todas colocadas simbólicamente a la izquierda y derecha de Cristo. En el lado derecho está la Virgen María, sostenida por Juan el Evangelista, y María Magdalena, que está abrazando la Cruz. El Buen Ladrón y Longino le miran directamente, en alusión a su salvación. Hay un agudo contraste con los soldados romanos, que están evitando su mirada y el Mal Ladrón, descrito como calvo e hinchado. Detrás de ellos están figuras contemporáneas, quienes son considerados como no iluminadas, ya que todavía no han sido testigos de Cristo.
La pintura enfatiza el sacrificio de Jesucristo, y utiliza a los testigos para mostrar el reconocimiento del acontecimiento de su muerte como clara referencia a la nueva teología luterana; la humanidad pecadora sólo es redimida a través de Cristo, no a través de la Iglesia católica.

## Información histórica
Cranach fue el pintor de corte de los electores de Sajonia en Wittenberg, una área en el corazón de la emergente fe protestante. Sus patronos eran seguidores poderosos de Martín Lutero, y Cranach utilizó su arte como símbolo de la fe nueva. Cranach hizo numerosos retratos de Lutero, y proporcionó grabados para la traducción luterana alemana de la Biblia. La Crucifixion debería ser vista a través de la lente de esta nueva religión reformada.

### Adquisición
El museo de Arte de Indianápolis adquirió la pintura en 2000, utilizando financiación de la Colección Clowes. La procedencia de la Crucifixion es ambigua, y el museo de Arte de Indianápolis está intentando averiguar el origen de la pintura.